# La Peña, Huejutla de Reyes
La Peña är en ort i Mexiko.   Den ligger i kommunen Huejutla de Reyes och delstaten Hidalgo, i den sydöstra delen av landet, 210 km norr om huvudstaden Mexico City. La Peña ligger 91 meter över havet och antalet invånare är 167.
Terrängen runt La Peña är platt åt nordväst, men åt sydost är den kuperad. Runt La Peña är det ganska tätbefolkat, med 248 invånare per kvadratkilometer. Närmaste större samhälle är Huejutla de Reyes, 15,4 km sydost om La Peña. Omgivningarna runt La Peña är en mosaik av jordbruksmark och naturlig växtlighet.